# Tvrdodřev

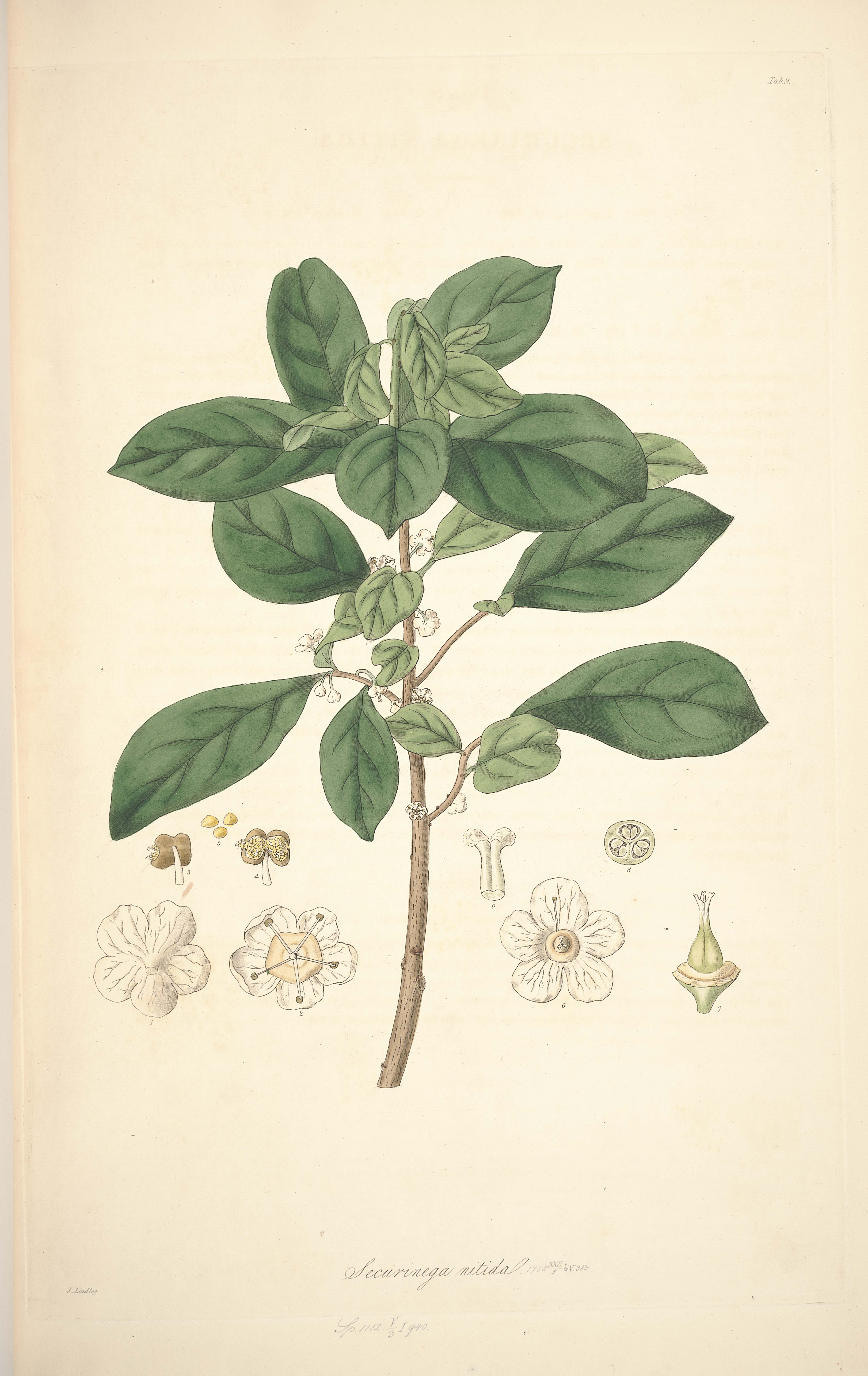
Kresba tvrdodřevu S. durissima

Tvrdodřev (Securinega) je rod rostlin z čeledi smuteňovité. Jsou to dvoudomé keře a stromy s jednoduchými listy a drobnými bezkorunnými květy. Plodem je tobolka.
V současném pojetí rod zahrnuje pouze 5 druhů rozšířených výhradně na Madagaskaru a dalších ostrovech západního Indického oceánu. Ostatní druhy byly přeřazeny do rodu flugea (Flueggea), a to včetně druhu tvrdodřev křovitý (nyní flugea křovitá), pěstovaného občas v ČR jako sbírková dřevina. Druh Securinega durissima má velmi tvrdé a odolné dřevo, používané zejména k výrobě držadel a topůrek.

## Popis
Tvrdodřevy jsou dvoudomé keře nebo stromy s jednoduchými, střídavými, celokrajnými listy. Palisty jsou opadavé. Květy jsou jednopohlavné, bezkorunné, stopkaté. Samčí květy jsou uspořádané v úžlabních klubkách. Obsahují obvykle 5 (řidčeji 4 až 10) tyčinek, květní terč je pětilaločný. Samičí jednotlivé nebo po několika a mají kruhovitý terč. Semeník obsahuje 3 nebo řidčeji 4 komůrky a nese stejný počet přisedlých blizen. Plodem je tobolka s opadavým středním sloupkem. Semena jsou hladká, tmavá, úzce eliptická.

## Etymologie
Latinský název Securinega pochází ze slov securis (sekera) a nego (odporuji), neboť rostliny mají velmi tvrdé dřevo.

## Rozšíření
Rod tvrdodřev zahrnuje 5 druhů. Druh S. durissima je rozšířen na Madagaskaru a ostrovech Réunion, Mauricius a Rodrigues v západním Indickém oceánu, zbývající 4 druhy jsou endemity Madagaskaru.

## Taxonomie
Rod Securinega je v současné taxonomii čeledi Phyllanthaceae řazen do podčeledi Phyllanthoideae a tribu Bridelieae. Sesterskou větví je dle výsledků molekulárních studií rod Lachnostylis, zastoupený 2 druhy v jihoafrickém Kapsku.
V minulosti byl na základě morfologické podobnosti do rodu Securinega vřazován rod Flueggea (flugea). Molekulární analýzy však blízkou příbuznost nepotvrdily a v současné taxonomii je rod Flueggea řazen do jiného tribu

## Význam
Jádrové dřevo druhu S. durissima je velmi tvrdé a odolné. Je známo pod názvem bois dur a používá se zejména k výrobě různých držadel a topůrek k sekyrám.